# محمد بن حمود المعيقلي
محمد بن حمود بن محمد بن محمود بن عبد الكريم المعيقلى تربوي سعودي.

## نشأته
ولد في ينبع سنة 1323هـ.

## تعليمه
تعلم على علماء ينبع وقضاتها وكان من أشهر أولئك العلماء الشيخ ناصر الوهيبي قاضي ينبع في أواخر عهد الملك عبد العزيز، حيث تعلم على يده علم الفرائض حتى برع فيه، أشتهر بإجادته، كما كان ضليعاً بالعلوم الشريعة الأخرى، وفوق ذلك كان ذا خط جميل، ورثه عن والده المشهور بحسن خطه وقد مارس الشيخ محمد بن معيقل التعليم في قريته، ولما جاء التعليم النظامي عين مدرساً ثم مديراً لأول مدرسة نظامية في قرية الجابرية إحدى قرى ينبع النخل، وذلك في شهر جمادى الأولى 1370هـ وكان مدير التعليم آنذاك الشيخ محمد بن مانع.
وكان حلمه الذي يراوده افتتاح مدرسة في قرية سويقة إيماناً منه بأهمية التعليم ومحو الأمية من قريته، وأخذ جاهداً في مساعيه حتى تم افتتاح مدرسة سويقة في 1 - 1 - 1371هـ وكلف بإدارتها.
وكانت مدرسة قروية تنتهي بشهادة الصف الرابع، وبعد سنتين من افتتاحها أي عام 1373هـ حولت المدرسة من مدرسة قروية إلى مدرسة ابتدائية تمنح الشهادة الابتدائية من الصف السادس، وأول دفعة تخرجت من المدرسة كان في عام 1376هـ. 
أستمر معلماً جنباً إلى جنب مع زملائه السعوديين وغير السعوديين وهو يرى المدرسة تتطور يوماً بعد يوم بتطور النهضة التعليمية في بلادنا.
وفي شهر رجب من عام 1383هـ أحيل للتقاعد لبلوغ السن القانونية.
بالإضافة إلى ذلك فقد عمل مأذوناً شرعياً بموجب المأذونية الصادرة من محكمة ينبع الشرعية بتاريخ 6/3/1365هـ كما مارس الكتابة للناس في أمورهم اليومية، وقد اطلعت على عدد من الوثائق وعقود الأنكحة، المكتوبة بخطه الجميل وعباراته المتقنة، مما يدل على تمكنه العلمي واللغوي.

## تلاميذه
- الدكتور علي بن داخل بن طلال الجهني وزير الاتصالات سابقاً
- الدكتور عبد الله بن حامد بن معيقل أستاذ جامعي كلية الآداب جامعة الملك سعود بالرياض
- الدكتور عايش عياش بخيت الحبيشي الذي أصبح أستاذ في الجامعة الإسلامية
- الأستاذ فايز عايش رجاء الله الأحمدي الذي يشغل منصب نائب رئيس الاتحاد السعودي لكرة السلة
- الشيخ بدر بن حمدان شفيع القايدي مدير شؤون الموظفين بشركة أرمكو السعودية.
- الأستاذ أحمد معتق رشيد الصيدلاني مدير إدارة هيئة الرقابة والتحقيق بمنطقة مكة المكرمة

## وفاته
بعد أن رأى جفاف عيون ينبع عزم على الانتقال منها إلى المدينة المنورة، وكان ذلك عام 1405هـ وبعد أربع سنوات من نزوله في المدينة وافاه الأجل المحتوم. وكان ذلك ظهر يوم الثلاثاء الموافق 4/10/1409هـ وصلى عليه في المسجد النبوي الشريف ودُفن في البقيع بعد أن شارك في تشييعه كثير من تلاميذه ومحبيه.